# Chymomyza costata
Chymomyza costata – gatunek muchówki z rodziny wywilżnowatych i podrodziny Drosophilinae.
Gatunek ten opisany został w 1838 roku przez Johana Wilhelma Zetterstedta jako Drosophila costata.
Muchówka o ciele długości od 2 do 2,5 mm. Na głowie para szczecinek orbitalnych skierowanych w przód jest mniej więcej tak samo długa i gruba jak osadzona za nimi para szczecinek orbitalnych skierowanych w tył. Barwa czoła jest czarniawoszara, co najwyżej na przedniej krawędzi wąsko rudobrązowa. Arista czułka ma pierzaste owłosienie. Tułów ma matowo szare śródplecze i tarczkę oraz rude guzy barkowe i częściowo pleury, a jego chetotaksję cechują słabo rozwinięte przedtarczkowe szczecinki środkowe grzbietu. Skrzydła mają brązową komórkę kostalną i czarną żyłkę kostalną, natomiast pozbawione są białego obrzeżenia u szczytu. Ich użyłkowanie odznacza się żyłką subkostalną bez sierpowatego zakrzywienia za żyłką barkową oraz tylną komórką bazalną zlaną z komórką dyskoidalną. Przednia para odnóży jest głównie czarna, ale stopy mogą być brązowe. Odwłok jest błyszcząco czarny, u samca z krótkimi edytami i przysadkami odwłokowymi.
Larwy rozwijają się w pniach powalonych drzew.
Owad znany z Islandii, Wielkiej Brytanii, Belgii, Holandii, Niemiec, Danii, Szwecji, Norwegii, Finlandii, Szwajcarii, Austrii, Polski, Czech, Słowacji, Węgier, Rumunii, Serbii, Czarnogóry, europejskiej części Rosji, wschodniej Palearktyki i Nearktyki.